# Міністерство праці та пенсійної системи Хорватії
Міністерство праці та пенсійної системи (хорв. Ministarstvo rada i mirovinskog sustava), з 22 липня 2020 року — Міністерство праці, пенсійної системи, сім'ї та соціальної політики (хорв. Ministarstvo rada, mirovinskoga sustava, obitelji i socijalne politike) — вищий орган виконавчої влади Хорватії, який виконує адміністративні та інші завдання, пов'язані з працевлаштуванням, зайнятістю, регулюванням трудових відносин, ринком праці та активною політикою зайнятості, системою і політикою пенсійного страхування та відносинами з профспілками і об'єднаннями роботодавців у питаннях працевлаштування.

## Історія і повноваження
22 липня 2020 року, відповідно до положення статті 34, підпункту 4 Закону про устрій та сферу діяльності органів державного управління (Офіційний вісник 85/20), Міністерство праці та пенсійної системи продовжило працювати під назвою Міністерство праці, пенсійної системи, сім'ї та соціальної політики.
На підставі положення статті 3, пункту 3 Закону про устрій та сферу діяльності органів державного управління (Офіційний вісник 85/20), Міністерство з питань демографії, сім'ї, молоді та соціальної політики припинило свою роботу, а питання, що належать до його кола повноважень із галузі соціальної політики та сім'ї перебрало на себе Міністерство праці, пенсійної системи, сім'ї та соціальної політики відповідно до устрою та сфери діяльності, визначених цим Законом, а завдання, пов'язані з демографією та молоддю, взяло на себе Центральне державне управління з питань демографії та молоді, відповідно до устрою та сфери діяльності, передбачених цим Законом.
Відтоді до компетенції міністерства належать такі питання:
- налагодження трудових відносин;
- ринок праці та активна політика працевлаштування;
- програми перепідготовки та підвищення зайнятості;
- облік безробіття та допомога у працевлаштуванні;
- система та політика пенсійного страхування;
- соціальне партнерство та відносини з профспілками і асоціаціями роботодавців у сфері трудових відносин, ринку праці та зайнятості;
- трудовоправовий статус хорватських громадян, зайнятих за кордоном, та діяльність, пов'язана з їх поверненням та працевлаштуванням у країні;
- трудовоправовий статус іноземних громадян, зайнятих у Республіці Хорватія;
- вдосконалення системи охорони праці;
- міжнародне співробітництво у сфері праці та зайнятості;
- догляд за особами та родинами, які не мають достатніх коштів для задоволення основних життєвих потреб або потребують допомоги в усуненні причин соціальної вразливості;
- створення мережі закладів соціального захисту населення і розгортання діяльності, а також координація їх роботи та надання професійної допомоги;
- здійснення адміністративного, інспекційного та професійного нагляду за роботою установ соціального захисту населення, підрозділів місцевого та регіонального самоврядування, постійним збором гуманітарної допомоги, гуманітарними акціями, іншими юридичними та фізичними особами, що надають соціальні послуги, та за виконанням діяльності няні;
- прийняття рішень щодо створення, припинення та зміни статусу закладів соціального забезпечення;
- розповсюдження та аналіз даних про пільговиків у системі соціального забезпечення та підготовка статистичних опитувань і звітів;
- сприяння правам людей з інвалідністю, підвищення їх якості життя та розвиток позаінституційних форм догляду за людьми з інвалідністю;
- вдосконалення законодавства з метою поліпшення якості життя груп користувачів, що належать до компетенції Міністерства, та розвитку послуг соціальної допомоги для їх потреб, розвиток позаінституційних форм догляду за людьми поважного віку, надання іншої допомоги людям старшого віку, які не перебувають на обліку в інших органах;
- захист жертв торгівлі людьми;
- захист біженців і забезпечення інтеграції шукачів притулку та осіб, які перебувають під субсидіарним захистом, захист дітей та молодих людей з проблемами поведінки та включення їх у повсякденне життя після тривалого перебування у виховній установі;
- реабілітація та ресоціалізація наркозалежних і профілактика всіх форм залежності;
- адміністративні та професійні справи, пов'язані з прийомною опікою та усиновленням;
- шлюбні та подружні відносини і особливий захист сімей, у яких взаємини порушені;
- захист від домашнього насильства;
- взаємини батьків і дітей;
- захист дітей, батьки яких живуть окремо, захист дітей без належного батьківського піклування, заохочення відповідального батьківства, утримання та піклування про членів сім'ї;
- заохочення до розробки програм громадської роботи, розвитку та утвердження волонтерства і роботи об'єднань громадян, які підтримують батьків, сім'ї, дітей, дітей з інвалідністю та людей поважного віку, а також усі соціально незахищені прошарки населення;
- заохочення та запровадження консультацій для дітей, батьків, дітей з особливими потребами, людей старшого віку та жертв домашнього насильства;
- вивчення і дослідження сучасних проблем сімей, дітей, дітей з інвалідністю і людей поважного віку та надання профілактично-терапевтичної допомоги.

## Список міністрів
| Міністр         | Партія | Вступ на посаду | Відхід з посади |
| --------------- | ------ | --------------- | --------------- |
| Мірандо Мрсич   | СДПХ   | 23 грудня 2011  | 22 січня 2016   |
| Нада Шикич      | ХДС    | 22 січня 2016   | 19 жовтня 2016  |
| Томіслав Чорич  | ХДС    | 19 жовтня 2016  | 9 червня 2017   |
| Марко Павич     | ХДС    | 9 червня 2017   | 19 липня 2019   |
| Йосип Аладрович | ХДС    | 19 липня 2019   | донині          |